# Hornos de Moncalvillo
Hornos de Moncalvillo è un comune spagnolo di 93 abitanti situato nella comunità autonoma di La Rioja.